# Antarchaea sopora
Antarchaea sopora är en fjärilsart som beskrevs av Swinhoe 1884. Antarchaea sopora ingår i släktet Antarchaea och familjen nattflyn. Inga underarter finns listade i Catalogue of Life.